# Izvorul Jeloboc
Izvorul Jeloboc este un monument al naturii de tip hidrologic în raionul Orhei, Republica Moldova. Este amplasat la 1 km nord-est de satul Jeloboc. Ocupă o suprafață de 10 ha, sau 10,51 ha conform unor aprecieri recente. Obiectul este administrat de Primăria comunei Piatra.

## Descriere
Izvorul se află într-o grotă săpată într-o stâncă calcaroasă, la aproximativ 50 m de râul Răut. Apa iese de sub blocul de piatră printr-o fâșie cu grosimea de 20-30 cm. Este captată într-un rezervor, din care o stație de pompare trimite apa în sat, printr-o conductă de mare capacitate. Surplusul de apă se revarsă în curte, printr-o țeavă metalică instalată vertical, alimentând Răutul.

### Proprietățile apei
Izvorul este clasificat ca descendent din roci compacte din punct de vedere geologic, are apă rece și este oligomineral după gradul de mineralizare. După compoziția chimică apa este hidrocarbonată–calciu-magnezică (HCO3; Ca – Mg).
Apa este potabilă, fără miros, incoloră, neutră (pH 7,6) și nepoluată cu nitrați (14,3 Mg/l, adică 26% din concentrația maxim admisă). Practic nu necesită prelucrare și curățare, ceea ce se datorează adâncimii la care își are originea izvorul. Datorită acestor parametri, izvorul este considerat „perla Orheiului”.

## Statut de protecție
Izvorul se află în gestiunea Regiei Apă Canal-Orhei, pe când deținătorul funciar este Primăria comunei Piatra, din care satul Jeloboc face parte. Accesul la locul de izvorâre a apei este închis cu geam și ușă metalică. Întreaga zonă de protecție este îngrădită și păzită.
Este un obiect hidrologic de valoare națională, cu debit foarte mare, de 260 m3/oră conform Academiei de Științe a Moldovei. Agentul economic care valorifică izvorul estimează debitul acestuia la peste 4.000 m3/oră.
Către anul 2010, izvorul și obiectivele adiacente au fost reamenajate, inclusiv cu suportul financiar al Fondului Ecologic Național. Aria protejată se află într-o mică zonă forestieră.
În 2016, la monumentul natural nu era instalat niciun panou informativ.

### Valorificare economică
Izvorul aprovizionează cu apă întreg orașul Orhei, satele Pohorniceni și Piatra, cât și o parte din satul Jeloboc. Stația de captare a costat 600.000 de euro. Există planuri de extindere a rețelei de aprovizionare cu apă în alte câteva localități din preajmă, printre care Peresecina, Vatici și Ciocîlteni. În prezent, doar 40% din volumul de apă este direcționat spre apeducte, restul revărsându-se în Răut.

## Galerie de imagini

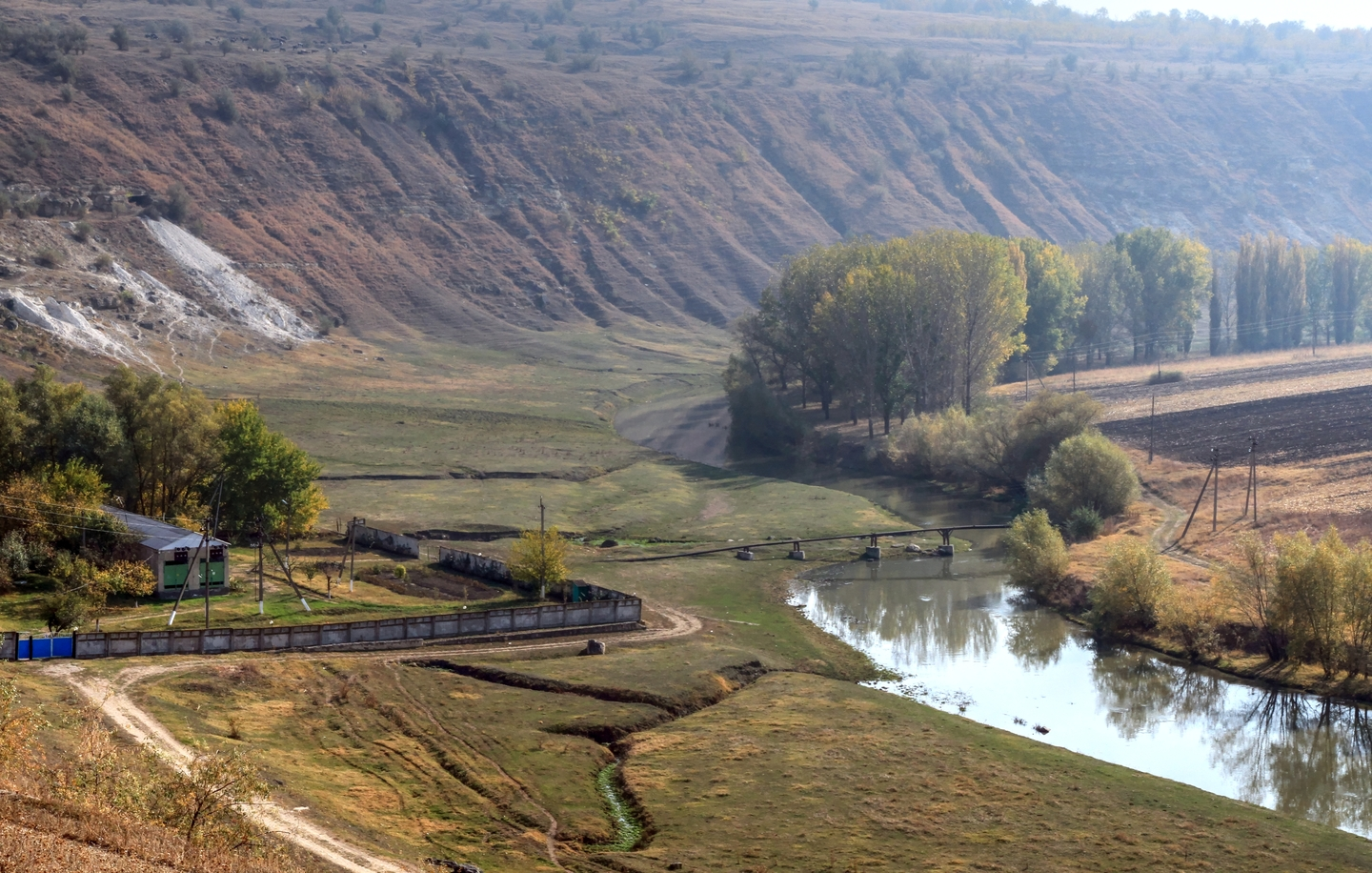
Peisajul locului
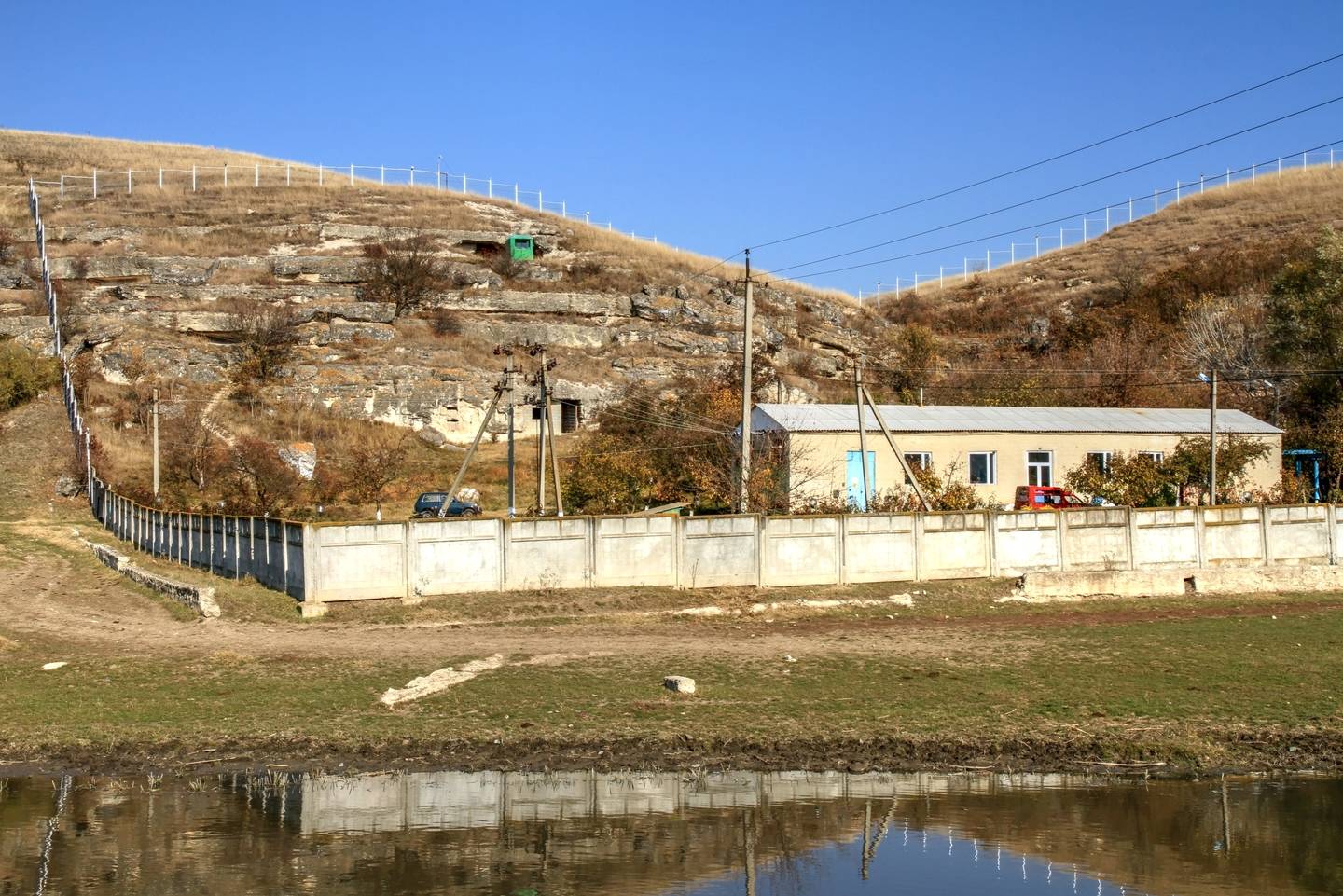
Stație de pompare
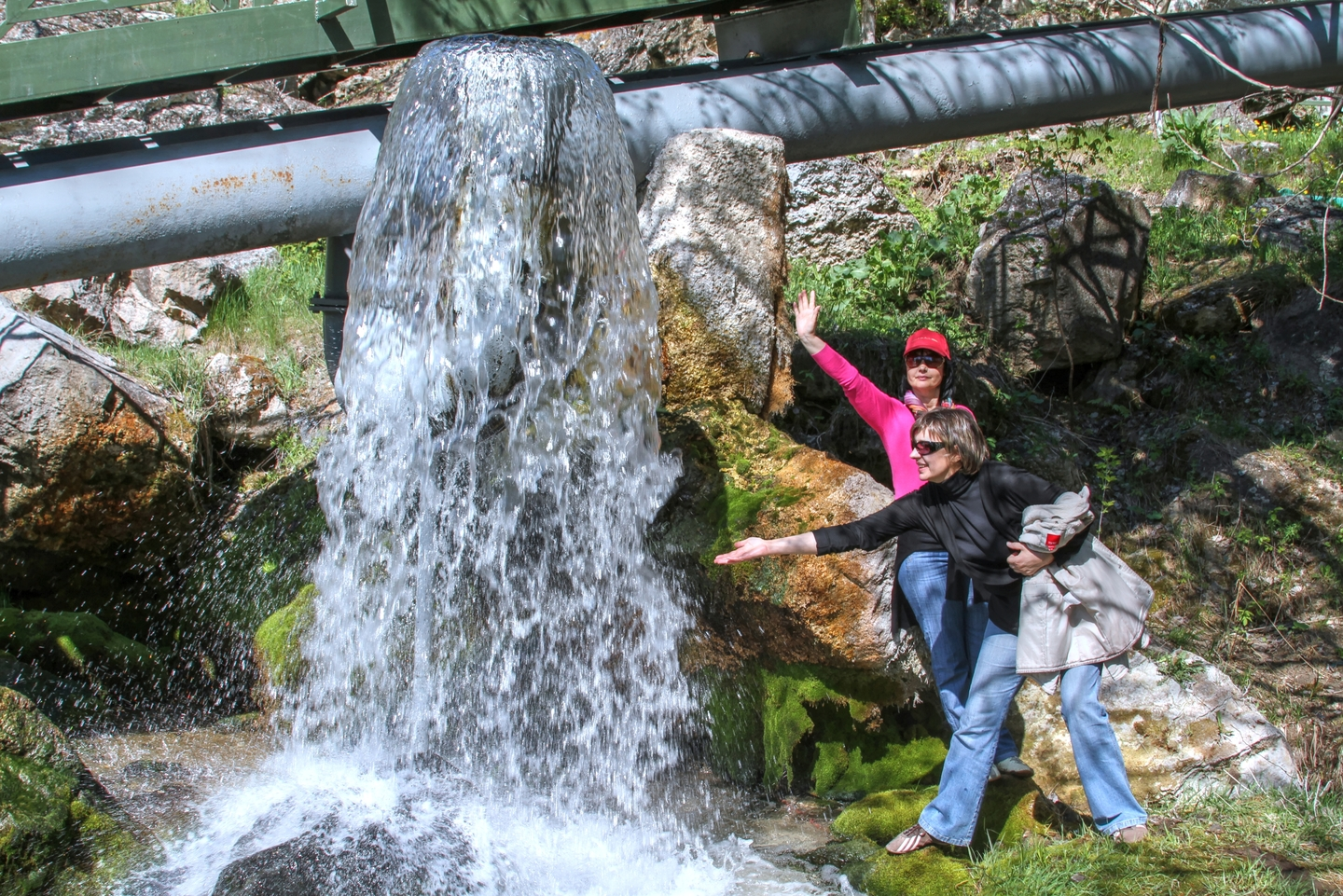
Surplusul de apă